# Jeu du voyage
Le Jeu du Voyage, appelé aussi : Énigme du voyage, est un tour de magie de type mentalisme permettant de faire découvrir le nom d'une personnalité à un complice par une phrase codée. Mis en scène comme une expérience de transmission de pensée, ce jeu peut aussi être présenté comme un casse-tête. La difficulté du jeu et, par extension, de la solution vient du fait que l'on fait deviner non pas la personnalité elle-même mais un mot ou une figure emblématique en rapport à la personnalité choisie. Le procédé consistant à dissimuler de l'information dans un cadre apparemment banal s'appelle la stéganographie.

## Catégorie
Ce type de jeu est issu d'un concept de prestidigitation de cabaret. Il est bien sûr extrêmement simplifié. A l'autre extrême de la difficulté, on peut citer le couple Myr et Myroska qui faisait deviner des histoires entières sur la base de leur discussion. Ils n'ont jamais révélé leur codage qui n'a jamais été découvert. Ils ont toujours affirmé qu'ils n'utilisaient aucun don, aucun artifice (micros, complices...) mais uniquement des phrases codées. Ils insistaient sur le fait qu'ils n'avaient aucun don de voyance et terminaient leur spectacle  par : « S’il n’y a pas de truc c’est formidable, mais s’il y a un truc, reconnaissez que c’est encore plus formidable. » Pierre Dac et Francis Blanche les ont parodiés dans un sketch, Le Sâr Rabindranath Duval.

## Exemples de correspondance
- Pour faire deviner le Pape, on code Vatican.
- Pour faire deviner Tintin on code Milou

## Les Phrases codées
Elles sont censées commenter un voyage touristique : elle donne un premier lieu suivi d'un nombre de jours passés dans ce lieu, puis un second lieu, etc. Jusqu'à la découverte de la figure par le complice. 

### Exemple
Je suis allé à Marseille pendant 3 jours puis je suis allé à Londres pendant 45 jours.

### Codage
Les lettres du mot transmis sont ainsi codées :
- les consonnes sont la première lettre du lieu
- les voyelles sont codées "AEIOUY" donc 1 vaut A , 2 vaut E, 3 vaut I

Dans l'exemple ci-dessus "Marseille" = M, "pendant 3 jours" = I, "Londres" = L, "pendant 45 jours" = OU. Le code est donc Milou, et le personnage à deviner est Tintin.

## Popularité
Ce jeu a été popularisé par Laurent Ruquier dans l'émission à grande écoute Les enfants de la télé le 10 avril 2010 sur TF1. Un Buzz sur internet a suivi car, il n'a pas donné le codage.

## Exemples donnés dans l'émission

### Travolta
G(ibraltar)
R(wanda)
21 jours = EA
donc GREA (SE) - film emblématique

### Jackson
B(elgique)
1 jour = A
M(aroc)
B(elgique)
3 jours = I 
donc BAMBI - surnom

### Churchill
V(enise)
donc V - signe de la victoire

### Arthur
Laurent Ruquier fait deviner ICI (il y a trois jours j'ai visité Mon Cuq pendant 3 heures) car Arthur était juste à côté de Ruquier.

## Efficacité du tour
Ce tour est difficile à réussir à 100 %. En effet, il est difficile de trouver une relation univoque entre un personnage et une figure emblématique. D'où le risque de tâtonnement des complices qui risque de faire comprendre le tour aux assistants. Dans l'émission, le résultat est impressionnant grâce probablement à un montage coupant les erreurs et les hésitations des complices.